# Friedhelm Ehrlich
Friedhelm Ehrlich (ur. 11 lipca 1950 w Nägelstedt k. Bad Langensalza, zm. 2 sierpnia1970 w Berlinie) – żołnierz NVA zmarły wskutek postrzału podczas incydentu na granicy NRD i Berlina Zachodniego i zaliczany tym samym do poświadczonych historycznie ofiar śmiertelnych przy Murze Berlińskim.

## Życiorys i okoliczności śmierci
Jako jedyne dziecko swoich rodziców Friedhelm Ehrlich dorastał w położonej w Turyngii miejscowości Gräfentonna. Po ukończeniu szkoły rozpoczął naukę zawodu ślusarza maszynowego, w maju 1969 r. powołany został do odbycia zasadniczej służby wojskowej w szeregach NVA zostając przydzielonym do kompanii granicznej w Glienicke/Nordbahn.
W dniu 2 sierpnia 1970 r. z powodu braku dyscypliny odmówiono mu przepustki, przydzielając zamiast tego w ramach sankcji do prac porządkowych. Pod koniec dnia udał się do lokalu, zastając tam innych żołnierzy swojej kompanii. Po odwiedzeniu w przebiegu wieczoru kolejnych restauracji, grupa ostatecznie udała się z powrotem do koszar. Będący w stanie nietrzeźwym Ehrlich wysunął się daleko na czoło, po czym odłączywszy się od towarzyszy, około godziny 22:15 udał się niezauważony do położonego ok. 100 metrów od koszar rejonu umocnień na granicy z Berlinem Zachodnim. Rozbijając żerdzie pierwszego z płotów granicznych pobiegł następnie przy głośnym pogwizdywaniu w kierunku odcinka dla pojazdów, zostając tam zauważonym przez jednego z pełniących służbę żołnierzy wojsk granicznych NRD, który wydał polecenie zatrzymania się. Po kolejnym wezwaniu do pozostania na miejscu, Ehrlich został pojmany i odprowadzony do pierwszego pasa umocnień, gdzie otrzymał od kolejnego żołnierza rozkaz położenia się twarzą do ziemi. Po chwili nieoczekiwanie rzucił się na obydwu wartowników, sięgając jednocześnie do kieszeni. Utwierdzony w przekonaniu jakoby zatrzymany posiadał broń, jeden z żołnierzy oddał do tegoż z odległości pięciu metrów pojedynczy strzał, trafiając go przy tym w udo i rozrywając tętnicę. Po dwudziestu minutach ranny Ehrlich zabrany został bez uprzedniego udzielenia pierwszej pomocy do położonego we wschodnioberlińskiej dzielnicy Mitte szpitala Krankenhaus der Volkspolizei, gdzie wykrwawił się i zmarł

### Następstwa i upamiętnienie
Przypadek zauważony został po stronie Berlina Zachodniego, gdzie doszło do spontanicznych okrzyków protestu. Po rozpadzie NRD w związku z pozwem rodziców ofiary śledztwo w sprawie wszczęła prokuratura państwowa w Berlinie, z uwagi na okoliczności świadczące o błędnym przekonaniu sprawcy o obronie koniecznej, w 1994 r. postępowanie ostatecznie umorzono.
Pamięci Friedhelma Ehrlicha poświęcono jedno z tzw. okienek pamięci w mauzoleum Gedenkstätte Berliner Mauer przy Bernauer Straße.